# Selección juvenil de rugby de Portugal
La selección juvenil de rugby de Portugal es el equipo nacional de rugby regulada por la Federação Portuguesa de Rugby (FPR). La edad de sus integrantes varía según la edad máxima permitida del torneo, en los actuales Mundiales participan los menores de 20 años denominándose a la selección Portugal M20. Entre 1969 y el 2004 participó en los mundiales para menores de 19 años (M19).
En cuanto a los torneos continentales organizados por Rugby Europe Portugal juega en las categorías M18 y M20.

## Palmarés
- Mundial M19 División B (3): 1976, 1987,[4] 1996[5]
- Europeo M19 (1): 2012
- Europeo M20 (4): 2017, 2018, 2019, 2024

## Participación en copas
| - España 1969: 7.º puesto - Francia 1970: 8.º puesto (último) - Países Bajos 1977: 3.º puesto - Italia 1978: 4.º puesto - Portugal 1979: 8.º puesto - Túnez 1980: 7.º puesto - España 1981: 6.º puesto - no ha clasificado - Chile 2013: 6.º puesto - Portugal 2015: 7.º puesto - Uruguay 2017: 2.º puesto - Rumania 2018: 3.º puesto - Brasil 2019: 2.º puesto | - España 2012: 8.º puesto - Francia 2013: 8.º puesto - Polonia 2014: 8.º puesto - Francia 2015: 6.º puesto - Europeo 2016: 3.º puesto - Portugal 2007: 4° puesto - Polonia 2008: 4° puesto - Portugal 2009: 5° puesto - Bélgica 2010: 5° puesto - Rumania 2011: 6° puesto - Portugal 2012: Campeón - Portugal 2013: 4° puesto - Portugal 2014: 2° puesto - Portugal 2015: 3° puesto - Rumania 2017: Campeón invicto - Portugal 2018: Campeón invicto - Portugal 2019: Campeón invicto - Portugal 2021: 2° puesto - Portugal 2022: 3° puesto - República Checa 2023: 3° puesto - República Checa 2024: Campeón invicto |